# Kammarrätten i Jönköping
Kammarrätten i Jönköping är en förvaltningsdomstol, en av fyra kammarrätter i Sverige. Kammarrätterna är normalt andra nivå i de allmänna förvaltningsdomstolarnas instansordning.
Kammarrätten i Jönköping är den senast skapade kammarrätten i Sverige, den bildades 1977.
Kammarrätten i Jönköping prövar mål och ärenden som överklagats från Förvaltningsrätten i Jönköping, Förvaltningsrätten i Linköping och Förvaltningsrätten i Växjö eller av en förvaltningsmyndighet som är belägen inom dessa förvaltningsrätters domkretsar. Några centrala statliga myndigheter vars ärenden överklagas från förvaltningsrätt till Kammarrätten i Jönköping är Statens jordbruksverk (säte i Jönköping), Luftfartsverket (säte i Norrköping), Sjöfartsverket (säte i Norrköping), Skogsstyrelsen (säte i Jönköping) och Transportstyrelsens enhet Trafikregistret (mål enligt lagen (2001:558) om vägtrafikregister).
I många fall krävs att kammarrätten meddelar prövningstillstånd för att den ska ta upp ett mål till behandling. Ett beslut eller en dom från kammarrätt kan normalt överklagas till Högsta förvaltningsdomstolen.
Kammarrätten i Jönköping är sedan hösten 2023 samlokaliserad med Göta hovrätt i Göta hovrätts och Kammarrättens i Jönköping byggnad vid Slottskajen vid Munksjön.

## Domare
Kammarrättens chef och högsta domare har titeln kammarrättspresident. Chef för avdelning på kammarrätten har titeln kammarrättslagman; övriga ordinarie domare har titeln kammarrättsråd.

### Kammarrättspresidenter
- 1976–1987: Carl Axel Petri[1][2]
- 1987–1999: Jan Francke
- 1999–2003: Hans-Jörgen Andersson
- 2003–2014: Peter Rosén
- 2014–2016: Stefan Holgersson
- 2016–: Monica Dahlbom